# آوانگار
آوانگار، یک نویسه است که نشانگر یک آوا (صدای گفتار) بوده یا ترکیبی از چند آوا است (به مانند حروف الفبای لاتین). آوانگار با واژه‌نگار که نشانگر یک واژه یا تکواژ است، ناهمسان می‌باشد.